# Diócesis de Saluzzo
La diócesis de Saluzzo (en latín: Dioecesis Salutiarum y en italiano: Diocesi di Saluzzo) es una circunscripción eclesiástica de la Iglesia católica en Italia. Se trata de una diócesis latina, sufragánea de la arquidiócesis de Turín. Desde el 17 de diciembre de 2016 su obispo es Cristiano Bodo.

## Territorio y organización

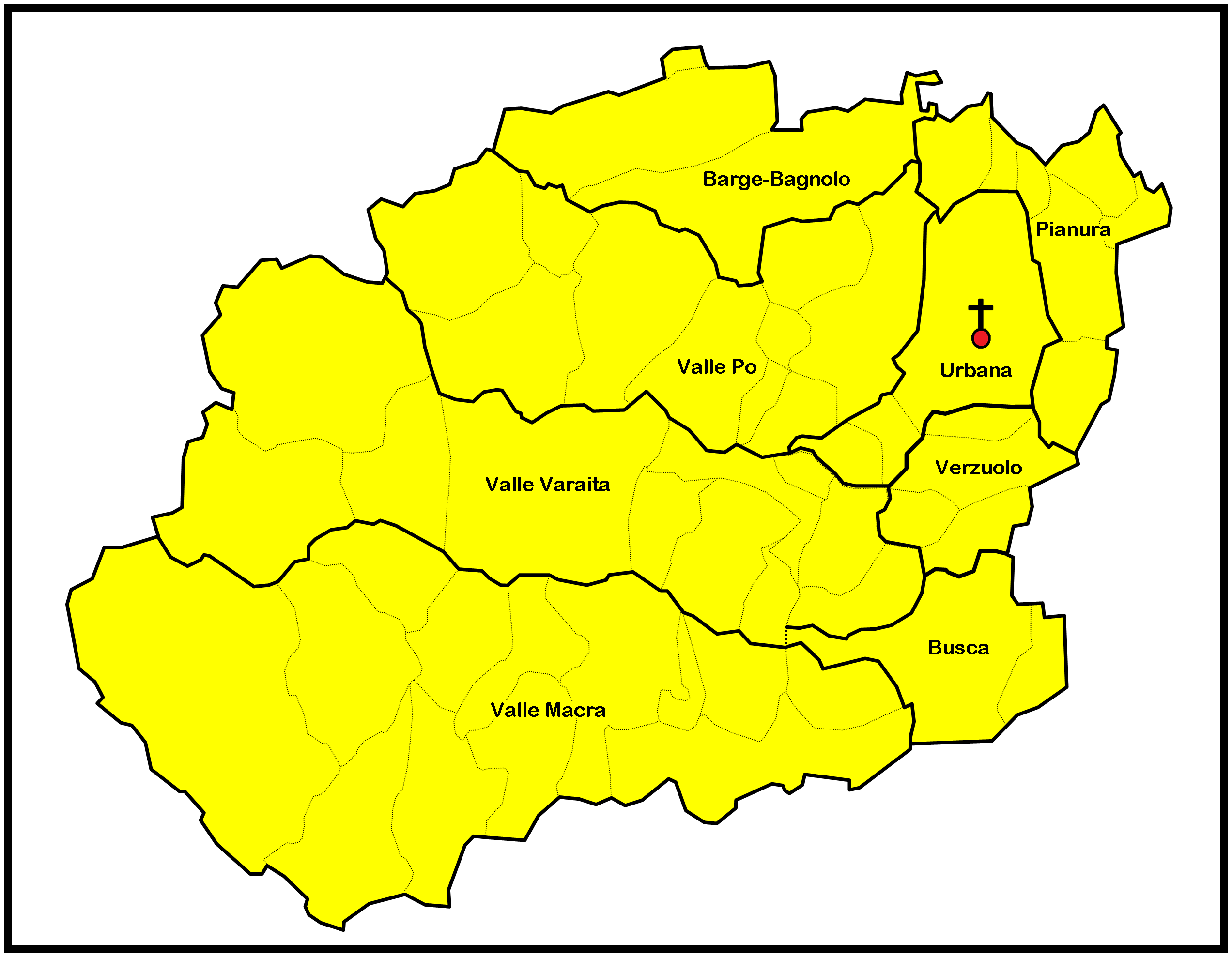
Mapa de las zonas pastorales

La diócesis tiene 1815 km² y extiende su jurisdicción sobre los fieles católicos de rito latino residentes en parte de la región de Piamonte, comprendiendo:
- en la provincia de Cúneo las comunas de: Acceglio, Canosio, Prazzo, Bellino, Marmora, Celle di Macra, Stroppo, Macra, Elva, Casteldelfino, Sampeyre, Pontechianale, Oncino, Crissolo, Ostana, Bagnolo Piemonte, Paesana, Frassino, San Damiano Macra, Cartignano, Roccabruna, Melle, Brossasco, Sanfront, Barge, Envie, Rifreddo, Gambasca, Martiniana Po, Isasca, Brondello, Venasca, Villar San Costanzo, Dronero, Cardè, Revello, Saluzzo, Pagno, Piasco, Rossana, Busca, Costigliole Saluzzo, Verzuolo, Manta, Torre San Giorgio, Tarantasca, Lagnasco, Scarnafigi, Villanova Solaro, Ruffia;
- en la ciudad metropolitana de Turín la fracción de Famolasco en la comuna de Bibiana.

La sede de la diócesis se encuentra en la ciudad de Saluzzo, en donde se halla la Catedral de María Virgen Asunta.
En 2022 en la diócesis existían 90 parroquias agrupadas en 6 vicarías:
- vicaría de Barge e Bagnolo Piemonte: comprende 8 parroquias;
- vicaría de Busca: comprende 7 parroquias;
- vicaría de Saluzzo e Pianura: comprende 15 parroquias;
- vicaría de Dronero e Valle Maira: comprende 20 parroquias;
- vicaría del Valle Po: comprende 17 parroquias;
- vicaría de Verzuolo e Valla Varaita: comprende 25 parroquias.

## Historia
La diócesis fue erigida, a petición de la marquesa regente de Saluzzo, Margarita de Foix, el 29 de octubre de 1511 mediante la bula Pro Excellenti del papa Julio II, obteniendo 55 parroquias de la diócesis de Turín, 10 parroquias de la diócesis de Alba y 4 parroquias de la diócesis de Asti. Sin embargo, los límites de la diócesis y los del marquesado probablemente no coincidieron. La diócesis quedó inmediatamente sujeta a la Santa Sede.
Giovanni Antonio Della Rovere, primo de Giovanni Francesco della Rovere, obispo de Turín, fue nombrado primer obispo de la nueva diócesis; nunca recibió la consagración episcopal, ya que sólo tenía 22 años, y al cabo de unos meses renunció a la sede de Saluzzo en favor de su hermano Sixto, cuatro años menor que él. Sixto tampoco fue nunca consagrado obispo y nunca llegó a su sede, continuando residiendo en Roma y siendo representado por el vicario Antonio Vacca, obispo titular de Nicomedia. El primer obispo que residió en Saluzzo fue Giuliano Tornabuoni, que hizo su entrada solemne en la diócesis el 13 de julio de 1516; fue responsable del primer sínodo diocesano, celebrado en agosto del mismo año, donde se confirmó y fortaleció la veneración de los santos patrones Chiaffredo y Constanzo.
El seminario diocesano fue fundado el 30 de octubre de 1629. En el mismo período, el obispo Marenco afrontó el problema de los valdenses, muy extendidos en los valles superiores, con la ayuda de los padres capuchinos. En 1633 pasó varias semanas en Paesana en un intento de reformar a los herejes. Su compromiso tuvo éxito, hasta el punto de que en enero de 1634 una solemne procesión celebró la recién restaurada unidad religiosa.
A finales del siglo XVII el obispo Lepori destacaba por su severidad. En primer lugar, quería restablecer la disciplina en las celebraciones litúrgicas parroquiales y reafirmar la disciplina del clero. Solicitó un decreto a la Sagrada Congregación de Ritos contra el culto a Giovanni Giovenale Ancina, que ya estaba muy extendido entre el pueblo. Sus decretos contra los judíos de 1673 fueron extremadamente rigurosos y abiertamente discriminatorios: a los cristianos se les prohibió tener cualquier familiaridad con los judíos, hasta el punto de tener que evitar incluso a los médicos judíos; además, los judíos fueron obligados a llevar una marca en la ropa y fueron excluidos de cargos políticos.
Después de 1686, cuando el Edicto de Nantes fue revocado, los hugonotes franceses encontraron refugio en los altos valles de la diócesis y Víctor Amadeo II de Saboya, por razones principalmente diplomáticas, los encarceló en las prisiones de Saluzzo.
Durante el siglo XVIII se destacó el obispo Giuseppe Filippo Porporato, que gobernó la Iglesia de Saluzzo durante 40 años, de 1741 a 1781; en su largo episcopado combatió la resistencia galicana de los canónigos de la catedral y el jansenismo, y defendió a los jesuitas.
El 9 de diciembre de 1798 el rey se refugió en Cerdeña y el 15 de febrero de 1799 todo el Piamonte se convirtió en departamento francés. Para Saluzzo comenzó un período de historia jacobina y republicana. El palacio del colegio de los jesuitas se convirtió en la sede del ayuntamiento; el obispado fue utilizado como depósito de armas y municiones; posteriormente los salones fueron utilizados para bailes a expensas de la comuna. Las iglesias y conventos fueron utilizados para uso profano. Napoleón Bonaparte nombró subprefecto al excanónigo Bressy da Marmora en 1802, Bressy suprimió los conventos de San Bernardino, San Domenico, San Nicola, Sant'Agostino, los Capuchinos, los monasterios de Santa Chiara, Santa Maria della Stella (de Rifreddo) y dell'Annunziata.
El 1 de junio de 1803, con motivo de la reorganización de las diócesis piamontesas deseada por Bonaparte, la diócesis de Saluzzo pasó a formar parte de la provincia eclesiástica de la arquidiócesis de Turín y al mismo tiempo amplió su territorio con la incorporación del de la suprimida diócesis de Pinerolo. La diócesis de Pinerolo fue restablecida el 17 de julio de 1817 mediante la bula Beati Petri del papa Pío VII; al mismo tiempo la diócesis de Saluzzo adquirió sus fronteras actuales.
En 1849, después de la muerte del rey Carlos Alberto de Cerdeña, los obispos subalpinos, tras la usurpación de los derechos eclesiásticos por parte del gobierno, decidieron reunirse en un congreso que, teniendo en cuenta el exilio del metropolitano Luigi Fransoni, tuvo lugar en la villa del obispo de Saluzzo en Villanovetta y estuvo presidido por el obispo Giovanni Antonio Gianotti. Se discutieron los problemas de la censura eclesiástica de la Biblia y los catecismos, de la educación religiosa y de las escuelas católicas, del registro parroquial, de la disciplina eclesiástica y de la buena prensa. El propio Gianotti participó en el Concilio Vaticano I, donde fue uno de los partidarios más convencidos de la infalibilidad papal respecto de la autoridad episcopal.
En el siglo XX la diócesis vio los largos episcopados de Giovanni Oberti y Egidio Luigi Lanzo, que gobernaron la diócesis de 1901 a 1973, en un período de profundos cambios sociales y culturales y de desafíos pastorales y religiosos. Lanzo, durante la Segunda Guerra Mundial, intervino directamente en momentos delicados y difíciles para la liberación de rehenes y prisioneros, ofreciendo a cambio su propia vida.

## Estadísticas
Según el Anuario Pontificio 2023 la diócesis tenía a fines de 2022 un total de 89 400 fieles bautizados.
| Año                                                                             | Población            | Población | Población      | Sacerdotes | Sacerdotes    | Sacerdotes    | Bautizados por sacerdote | Diáconos permanentes | Religiosos | Religiosos | Parroquias |
| Año                                                                             | Bautizados católicos | Total     | % de católicos | Total      | Clero secular | Clero regular | Bautizados por sacerdote | Diáconos permanentes | Varones    | Mujeres    | Parroquias |
| ------------------------------------------------------------------------------- | -------------------- | --------- | -------------- | ---------- | ------------- | ------------- | ------------------------ | -------------------- | ---------- | ---------- | ---------- |
| 1950                                                                            | 115 459              | 115 503   | 100.0          | 288        | 230           | 58            | 400                      |                      | 138        | 280        | 102        |
| 1970                                                                            | 98 960               | 99 000    | 100.0          | 229        | 184           | 45            | 432                      |                      | 51         | 248        | 109        |
| 1980                                                                            | 95 883               | 96 293    | 99.6           | 187        | 161           | 26            | 512                      |                      | 35         | 210        | 109        |
| 1990                                                                            | 90 872               | 91 180    | 99.7           | 138        | 130           | 8             | 658                      |                      | 11         | 169        | 91         |
| 1999                                                                            | 89 400               | 92 356    | 96.8           | 121        | 121           |               | 738                      | 2                    | 3          | 148        | 91         |
| 2000                                                                            | 89 400               | 92 356    | 96.8           | 122        | 122           |               | 732                      | 2                    | 3          | 148        | 91         |
| 2001                                                                            | 89 160               | 92 152    | 96.8           | 116        | 116           |               | 768                      | 2                    | 3          | 148        | 91         |
| 2002                                                                            | 89 160               | 92 356    | 96.5           | 116        | 115           | 1             | 768                      | 2                    | 7          | 148        | 91         |
| 2003                                                                            | 89 160               | 92 356    | 96.5           | 114        | 113           | 1             | 782                      | 2                    | 1          | 148        | 91         |
| 2004                                                                            | 89 160               | 93 193    | 95.7           | 107        | 106           | 1             | 833                      | 2                    | 1          | 148        | 91         |
| 2010                                                                            | 94 083               | 99 192    | 94.8           | 109        | 101           | 8             | 863                      | 10                   | 15         | 69         | 91         |
| 2014                                                                            | 92 100               | 99 400    | 92.7           | 105        | 94            | 11            | 877                      | 9                    | 18         | 50         | 91         |
| 2017                                                                            | 90 800               | 98 230    | 92.4           | 102        | 91            | 11            | 890                      | 9                    | 25         | 42         | 91         |
| 2020                                                                            | 90 300               | 97 680    | 92.4           | 101        | 91            | 10            | 894                      | 10                   | 21         | 48         | 104        |
| 2022                                                                            | 89 400               | 96 800    | 92.4           | 88         | 78            | 10            | 1015                     | 9                    | 21         | 48         | 90         |
| Fuente: Catholic-Hierarchy, que a su vez toma los datos del Anuario Pontificio. |                      |           |                |            |               |               |                          |                      |            |            |            |

## Episcopologio
- Giovanni Antonio Della Rovere † (29 de octubre de 1511-agosto de 1512 renunció)
- Sisto Della Rovere † (27 de agosto de 1512-1516 falleció)[nota 1]
- Giuliano Tornabuoni † (22 de marzo de 1516-1530 renunció)
- Alfonso Tornabuoni † (7 de noviembre de 1530-19 de octubre de 1546 nombrado obispo de Sansepolcro)
- Filippo Archinto † (19 de octubre de 1546-16 de diciembre de 1556 nombrado arzobispo de Milán)
- Gabriele Cesano † (16 de diciembre de 1556-27 de julio de 1568 falleció)
- Giovanni Maria Tapparelli, O.P. † (3 de diciembre de 1568-24 de febrero de 1581 falleció)
- Luigi Pallavicino † (17 de abril de 1581-8 de agosto de 1583 nombrado obispo de Marsico Nuovo)
- Antonio Pichot, O.S.B. † (8 de agosto de 1583-7 de julio de 1597 falleció)
  - Sede vacante (1597-1602)
- Beato Giovanni Giovenale Ancina, C.O. † (26 de agosto de 1602-29 de agosto de 1604 falleció)
  - Sede vacante (1604-1608)
- Ottavio Viale † (10 de septiembre de 1608-7 de diciembre de 1624 falleció)
  - Agostino (Agaffino) Solaro di Moretta † (1625-18 de junio de 1625 falleció) (obispo electo)
- Giacomo Marenco † (30 de agosto de 1627-17 de diciembre de 1634 nombrado obispo de Niza)
- Pietro Bellino † (3 de marzo de 1636-14 de enero de 1641 falleció)
- Francesco Agostino Della Chiesa † (11 de agosto de 1642-13 de septiembre de 1662 falleció)
- Carlo Piscina † (14 de enero de 1664-9 de enero de 1668 falleció)
- Nicolao Lepori, O.P. † (9 de abril de 1668-21 de diciembre de 1686 falleció)
- Michele Ludovico Thevenardi, O.P. † (31 de mayo de 1688-17 de mayo de 1697 falleció)
- Carlo Giuseppe Morozzo, O.Cist. † (27 de enero de 1698-14 de marzo de 1729 falleció)
- Giovanni Battista Lomellino, O.P. † (17 de agosto de 1729-28 de febrero de 1733 o 1735 falleció)
  - Sede vacante (1733 o 1735-1741)
- Giuseppe Filippo Porporato † (17 de abril de 1741-27 de julio de 1781 falleció)
- Giuseppe Gioacchino Lovera † (18 de julio de 1783-11 de febrero de 1799 falleció)
- Giuseppe Francesco Maria Ferraris da Genola † (11 de agosto de 1800-19 de octubre de 1800 falleció)
  - Sede vacante (1800-1805)
- Teresio Maria Carlo Vittorio Ferrero della Marmora † (1 de febrero de 1805-9 de abril de 1824 renunció)
  - Sede vacante (1824-1828)
- Antonio Podestà † (28 de enero de 1828-17 de febrero de 1836 falleció)
- Giovanni Antonio Gianotti † (19 de mayo de 1837-29 de octubre de 1863 falleció)
  - Sede vacante (1863-1867)
- Lorenzo Gastaldi † (27 de marzo de 1867-27 de octubre de 1871 nombrado arzobispo de Turín)
- Alfonso BugLyon di Monale † (27 de octubre de 1871-24 de junio de 1894 falleció)
- Mattia Vicario † (18 de marzo de 1895-16 de diciembre de 1901 nombrado obispo de Novara)
- Giovanni Oberti, Sch.P. † (16 de diciembre de 1901-23 de noviembre de 1942 falleció)
- Egidio Luigi Lanzo, O.F.M.Cap. † (22 de enero de 1943-29 de enero de 1973 falleció)
- Antonio Fustella † (22 de mayo de 1973-5 de febrero de 1986 falleció)
- Sebastiano Dho † (5 de julio de 1986-3 de julio de 1993 nombrado obispo de Alba)
- Diego Natale Bona † (17 de enero de 1994-16 de abril de 2003 retirado)
- Giuseppe Guerrini (16 de abril de 2003-17 de diciembre de 2016 retirado)
- Cristiano Bodo, desde el 17 de diciembre de 2016